# Bambino!
Bambino! (バンビーノ!?, Banbīno!) è un manga giapponese pubblicato in Giappone dalla rivista seinen Big Comic Spirits a partire dal 30 marzo 2005. Nel 2008 ha vinto il premio Shogakukan per i manga insieme a Kurosagi - Il truffatore nero. A partire dal 2009 è stata pubblicata una seconda serie spin-off che ruota attorno ai vari personaggi dopo che questi han lasciato il Baccanale.
Dal manga è stata poi tratta una serie TV live action, vale a dire un dorama, in 11 puntate andato in onda prima in Giappone e poi in Stati Uniti d'America, Canada e Porto Rico l'anno successivo.

## Trama
Ban Shogo, uno studente di college di Fukuoka, per mantenersi agli studi lavora part-time con la sua fidanzata alla trattoria San Marzano gestita da Susumu Shindō; i clienti della trattoria sono molto soddisfatti di lui e della sua cucina, e lo stesso Ban si ritiene uno chef di talento, così il suo mentore decide di raccomandarlo al suo amico Shishido Tekkan, che in gioventù era stato suo compagno d'avventura in un lungo viaggio di formazione in Italia e che gestisce la prestigiosa Trattoria "Al Baccanale" (frequentata anche da molte personalità di rilievo), uno dei ristoranti italiani più famosi del Giappone.
Inizialmente molto sicuro di sé e fiducioso nelle sue capacità culinarie, fin dal suo arrivo al Baccanale Ban si rende conto non solo della differenza che sussiste tra il servire in una piccola trattoria di provincia e un grande ristorante alla moda del centro di Tokyo, ma anche e soprattutto del fatto che la sua conoscenza della cucina italiana è molto più approssimativa ed imperfetta di quanto immaginasse. Dapprima non riesce a tenere il tempo dei suoi colleghi, poi, quando gli viene chiesto se sia capace di preparare il brodo, per orgoglio mente rispondendo di sì, salvo poi creare una brodaglia immangiabile; così, viene sbattuto a lavare i piatti, oltre a ricevere una sonora lezione dallo chef Katori che gli fa notare tutta la sua immaturità.
Compresi i propri limiti, Ban si impegna in tutto e per tutto al fine di raggiungere la piena maturazione come chef, e quando arriva il momento di lasciare vede che quello che ha imparato (e soprattutto quel ch'è riuscito a dimostrare d'essere capace di fare) è ancora troppo poco: decide quindi di lasciare l'Università e anche la fidanzata (la quale non riesce a comprendere la sua smania di voler "arrivare" a tutti i costi) e chiede di poter continuare a fare l'apprendista al "Baccanale".
Tuttavia il proprietario al suo ritorno, per qualche sua imperscrutabile ragione, invece di lasciarlo in cucina, lo manda in sala a servire come cameriere. Solo quando Ban avrà compreso la lezione più importante per uno chef (ovvero che le pietanze da lui preparate devono anzitutto essere gradite agli altri, prima ancora che a gratificare sé stesso) gli sarà permesso di ritornare in cucina, e anche se il reinserimento sarà piuttosto problematico, il ragazzo ottiene infine il posto di chef ai primi da sempre ambito.
A questo punto, avendo ottenuto tutto quello che lo aveva spinto a rimanere al "Baccanale", Ban decide di compiere un ulteriore passo avanti, quello definitivo. Si trasferirà direttamente in Italia, a Roma, per ricominciare tutto daccapo in un altro ristorante, dove si presenterà con queste parole, in italiano: "So molto poco, spero che mi aiuterete ad imparare e migliorare; chiamatemi Bambi... Bambino!".

## Personaggi

### Protagonisti
- Ban Shogo, interpretato da Jun Matsumoto

ventunenne ragazzo dal cuore puro e pieno d'energie. Dato che è "novizio", non v'è alcun compito importante che gli venga assegnato, in quanto non ci si fida molto delle sue capacità; un po' alla volta tutti gli altri dipendenti cominciano a chiamarlo "Bambi" (diminutivo per bambino in lingua italiana) a causa della sua gioventù e inesperienza. Dovrà affrontare vari problemi e sfide (anche personali) nel corso della sua permanenza in città.
- Tekkan Shishido, interpretato da Masachika Ichimura

capo-chef cinquantacinquenne, insegnante di cucina. Prova immediatamente simpatia ed una qual sorta di tenerezza per Ban, attraverso cui rivede se stesso da giovane, quand'era alla prime armi ed aveva ancora tutto da imparare. Verso la fine, lascerà in custodia l'attività alla figlia e partirà per Ischia nei pressi di Napoli dove aprirà una piccola trattoria per ricominciare nuovamente e sentirsi ancora giovane, proprio come un bambino!
- Miyuji Shishido, interpretato da Yuki Uchida

Manager trentunenne e figlia di Tekkan (nel manga è la moglie), direttore amministrativo in carica.
- Atsushi Kuwabara, interpretato da Kuranosuke Sasaki

Trentacinquenne vicechef e supervisore, ha un suo lato umano nella gestione della cucina. Si dimostra essere anche comprensivo nei confronti di Ban, ma non può far nulla per lui.
- Nozomi Katori, interpretato da Ryūta Satō

Assegnato alla preparazione dei primi piatti. Ventottenne, è entrato nel mondo della cucina italiana dopo aver abbandonato le scuole. Intransigente ed aggressivo, non sembra proprio aver alcuna simpatia per Ban, d'altronde non lo aiuta in alcun modo, anzi... il suo nomignolo diventerà "il bastardo con la bandana". Verso la fine deciderà di lasciare il "Baccanale" per andare a lavorare in un altro ristorante.
- Asuka Hibino, interpretata da Karina Nose

23 anni. La chef che si occupa degli antipasti, è l'unica donna a lavorare in cucina. Si mette in competizione e rivaleggia con Ban.
- Masashi Senoo, interpretato da Osamu Mukai

Apprendista cuoco ventenne, di poco più giovane di Ban ma che si vorrebbe atteggiare da più esperto di quanto non sia effettivamente.
- Toshio Oda, interpretato da Hosshan

34 anni. Personaggio pasticciere, è il Maestro dei dolci, tranquillo ma scontroso. È un tipo difficile da trattare e nonostante in un primo momento sia terrorizzato dai guai che potrebbe combinare Ban quando questi gli viene assegnato, finirà a poco a poco con l'apprezzarne le doti ed ammetterne la buona volontà e bravura.
- Kozue Minagawa, interpretata da Ayaka Komatsu

20 anni. È ormai due anni che lavora come cameriera, ma desidera con tutte le sue forze entrare in cucina.
- Tsukasa Yonamine, interpretato da Kazuki Kitamura

Il capocameriere trentacinquenne, sempre sorridente e con un aspetto elegante, perfetto nello stile, gentilissimo ed affabile nell'accogliere e trattare con i clienti. Ha studiato in Francia come lavorare in modo impeccabile nella sala di un ristorante.
- Susumu Endo, interpretato da Kei Yamamoto

60 anni. Chef e proprietario della Trattoria San Marzano, il ristorante italiano a Fukuoka dove lavorava prima Shogo occasionalmente, collega ed amico di gioventù di Tekkan.

### Altri personaggi
- Eri Takahashi, interpretata da Kazue Fukiishi: fidanzata di Ban
- Nagai Hirokazu, interpretato da Takao Sasaki: sommelier
- Takanashi Hiroshi, interpretato da Yusuke Sato: cameriere
- Shibata Kenichiro, interpretato da Kosuke Aso: cameriere
- Antonio, interpretato da Pietro Cristo: cuoco
- Marco, interpretato da Michael McAteer: cuoco
- Un medico (ep. 2), interpretato da Kei Sunaga: medico dell'ospedale che cura la mano ferita di Ban
- Satoko Ban (ep. 4), interpretato da Kimiko Yo: madre di Ban
- Kyōko Nogami (ep5-7), interpretato da Keiko Toda: una delle clienti di maggior rango della Trattoria Baccanale. Sarà un osso duro da trattare per il povero Ban
- Un presentatore TV (ep. 6), interpretato da Shinichi Hatori
- Yasuhide Hayama (ep. 7), interpretato da Hiroyuki Ikeuchi: fidanzato di Asuka
- Etsuya (ep. 10), interpretato da Nobuo Kyō: vecchio compagno di liceo e senpai di Ban

## Capitoli
| Nº | Volume    | Data di prima pubblicazione             | Data di prima pubblicazione |
| Nº | Volume    | Giapponese                              |                             |
| 1  | Volume 1  | 30 marzo 2005 ISBN 978-4-09-187551-8    |                             |
| 2  | Volume 2  | 29 luglio 2005 ISBN 978-4-09-187552-5   |                             |
| 3  | Volume 3  | 30 gennaio 2006 ISBN 978-4-09-187553-2  |                             |
| 4  | Volume 4  | 27 aprile 2006 ISBN 978-4-09-180317-7   |                             |
| 5  | Volume 5  | 28 luglio 2006 ISBN 978-4-09-180567-6   |                             |
| 6  | Volume 6  | 30 ottobre 2006 ISBN 978-4-09-180779-3  |                             |
| 7  | Volume 7  | 28 febbraio 2007 ISBN 978-4-09-181070-0 |                             |
| 8  | Volume 8  | 6 aprile 2007 ISBN 978-4-09-181165-3    |                             |
| 9  | Volume 9  | 30 luglio 2007 ISBN 978-4-09-181340-4   |                             |
| 10 | Volume 10 | 30 ottobre 2007 ISBN 978-4-09-181509-5  |                             |
| 11 | Volume 11 | febbraio 2008 ISBN 978-4-09-181743-3    |                             |
| 12 | Volume 12 | 30 marzo 2008 ISBN 978-4-09-181892-8    |                             |
| 13 | Volume 13 | 29 agosto 2008 ISBN 978-4-09-182130-0   |                             |
| 14 | Volume 14 | 26 dicembre 2008 ISBN 978-4-09-182249-9 |                             |

## Episodi dorama
| Nº | Titolo italiano (traduzione letterale) Giapponese 「Kanji」 - Rōmaji | In onda        | In onda |
| Nº | Titolo italiano (traduzione letterale) Giapponese 「Kanji」 - Rōmaji | Giapponese     |         |
| 1  | Lavorare non è facile! 「仕事って甘くない」 - Shigoto tte amaku nai | 18 aprile 2007 |         |
| 1  | Ban Shogo è uno studente universitario che lavora come cuoco in un ristorante italiana di provincia. Durante la pausa di primavera dei corsi universitari decide di andare a Tokyo a lavorare come aiuto chef alla Trattoria "Baccanale". Lui crede di essere già uno chef esperto, ma si scontra con la difficoltà e la mole di lavoro di un grande ristorante. Inoltre deve fare i conti anche con l'ostilità di alcuni colleghi, tra cui l'intransigente Nozomi, il "bastardo con la bandana". I colleghi sono certi che Ban abbandonerà in fretta il lavoro, ma lui non si vuole arrendere. |                |         |
| 2  | Io non fallirò 「負けてたまるか」 - Make tetamaruka | 25 aprile 2007 |         |
| 2  | Proprio quando Ban comincia a prendere il ritmo del suo nuovo caotico lavoro, si procura un brutto taglio alla mano e deve andare in ospedale. La sensazione di essere completamente inutile lo fa quasi rinunciare al lavoro, ma alla fine decide di non arrendersi e di farsi accettare dai suoi nuovi colleghi, i quali in fondo cominciano a rendersi conto delle sue buone qualità. |                |         |
| 3  | Lacrime... l'ultimo giorno 「涙…最後の一日」 - Namida... saigo no tsuitachi | 2 maggio 2007  |         |
| 3  | Dopo un terribile venerdì sera, quando il lavoro in cucina se possibile era raddoppiato, Ban si rende conto di fare troppi movimenti inutili e di non riuscire a gestire le priorità. Passano i giorni e quando ormai comincia a prendere le misure del lavoro, giunge il tempo di ritornare a casa. Ban in realtà al Baccanale non ha mai cucinato un piatto per i clienti e vorrebbe rimanere per migliorare la sua tecnica e finalmente lavorare come chef, ma Tekkan Shishido, il capo chef è irremovibile: lui deve tornare all'università. L'unica soddisfazione che Ban riesce ad ottenere prima di partire è di preparare il pranzo ai suoi ex colleghi. Al ritorno a casa quando finalmente riabbraccia la sua ragazza, si accorge però che il "Baccanale" gli è ormai entrato nel cuore. |                |         |
| 4  | Il cammino da intraprendere 「博多編…未来へ」 - Hakata hen... mirai he | 9 maggio 2007  |         |
| 4  | Ban vuole lasciare l'università e ritornare a Tokio. Chiede a Eri, la sua ragazza, di seguirlo ma lei rifiuta decisamente. Non ha intenzione di lasciare la sua vita ed i suoi progetti per il futuro per seguirlo a Tokyo. Quando però la ragazza si reca di nascosto al Baccanale, capisce le motivazioni di Ban e la sua voglia di tornare a lavorare lì. È ancora innamorata di lui, ma il loro rapporto non può più continuare. Ban lascia quindi tutto alle sue spalle: l'università, gli amici, la ragazza e ritorna al Baccanale, dove avrà però una brutta sorpresa: non c'è posto per lui nelle cucine e dovrà lavorare come cameriere. |                |         |
| 5  | Cosa significa lavorare? 「働くということ」 - Hataraku toiukoto | 16 maggio 2007 |         |
| 5  | Il lavoro in sala non si addice a Ban. Anche se dentro di sé capisce che deve fare la sua gavetta, sa di avere rinunciato a tutta la sua vita precedente per diventare shef e non può sopportare di fare il cameriere. Quando però comprende che tutti coloro che lavorano in cucina hanno fatto il suo percorso, capisce che in primo luogo occorre mettere entusiasmo nel proprio lavoro, qualunque esso sia. |                |         |
| 6  | Compagni 「愛って何だろう」 - Aitte nanda rō | 23 maggio 2007 |         |
| 6  | Ban è piuttosto imbranato in sala e capita spesso che faccia cadere le portate. I suoi compagni di lavoro gli fanno capire che deve allenarsi: Ban ce la mette tutta e fa qualche progresso, ma sembra che la terribile Nogami, una cliente molto facoltosa che viene spesso al ristorante, lo abbia preso di mira e non perda occasione per rinfacciargli la sua incapacità. |                |         |
| 7  | Cosa posso fare per gli altri? 「恋のパスタ対決」 - Koi no pasuta taiketsu | 30 maggio 2007 |         |
| 7  | Ban si trova invischiato in una gara di cucina tra lui e il ragazzo di Asuka Hibino, un ex chef del Baccanale. Durante la gara Ban inizierà a capire cosa significhi mettere amore e passione nel proprio lavoro e questo lo farà molto migliorare nel rapporto con i clienti in sala, tanto da soddisfare anche la difficile Nogami. E finalmente una mattina Ban è richiamato in cucina per un'emergenza: Toshio Oda si è rotto un braccio e occorre quindi un aiuto nel reparto pasticceria. |                |         |
| 8  | Fatemi fare qualcosa 「デザートの魔法」 - Dezato no mahō | 6 giugno 2007  |         |
| 8  | Toshio Oda è un personaggio strano e taciturno, ma con un grandissimo talento per i dolci. Nonostante la menomazione al braccio che lo terrà bloccato per una decina di giorni impedisce a Ban di fare qualunque cosa, gettando nell'immondizia qualunque cosa lui prepari. Finalmente però Ban comincia a rendersi conto che la pasticceria ha un ché di scientifico che la cucina normale non ha. Tutto va misurato al grammo e la preparazione deve seguire un procedimento scrupoloso per la perfetta riuscita del dolce. Ban comincia ad osservare bene Toshio per carpirgli i suoi segreti e così i dieci giorni passano in fretta e alla fine anche lo scontroso Toshio Oda apprezzerà il suo operato. |                |         |
| 9  | La porta per diventare chef! 「料理人への扉!!」 - Ryōrinin heno tobira!! | 13 giugno 2007 |         |
| 9  | Viene indetta una gara rivolta a tutti i dipendenti del ristorante per decidere quale sarà il nuovo piatto estivo. Kozue Minagawa si è preparata da tempo perché desidera con tutte le sue forze di andare a lavorare in cucina. Anche Ban comincia durante il suo tempo libero a sperimentare nuovi possibili piatti, ma si rende conto che tutto questo suo entusiasmo e desiderio di mettersi in mostra va a scapito del suo lavoro in sala e per questo decide di ritirarsi dalla gara. Alla fine vincono i piatti di Nozomi Katori ("Pappardelle di Comacchio ai gamberetti") e di Kozue Minagawa ("Pasta fredda ai peperoni"). Entrambi i piatti avranno l'onore di figurare nel menu estivo e Katori potrà finalmente fare il lavoro che ha sempre sognato. È ormai passato un anno da quando Ban ha cominciato a lavorare al Baccanale, ed è arrivato anche per lui il momento di diventare uno chef. |                |         |
| 10 | Siamo tutti Bambini! 「料理が作れる!」 - Ryōri ga tsukure ru! | 20 giugno 2007 |         |
| 10 | In cucina vengono assegnati i nuovi incarichi: Ban sarà l'assistente di Asuka Hibino nella preparazione della pasta e in particolare curerà tutti i piatti a base di pomodoro. E proprio quando ha in fondo raggiunto quello che voleva, Ban comincia a non avere più stimoli e a chiedersi se la sua vita sia veramente piena. Ma una sera al ristorante arriva Eri, la sua ex fidanzata e parlare con lei fa bene a tutti e due. |                |         |
| 11 | Trattoria Baccanale 「涙の別れ…さよならバッカナーレ」 - Namida no wakare... sayonara bakkanare | 27 giugno 2007 |         |
| 11 | Ci sono grandi cambiamenti al "Baccanale": il proprietario e chef Tekkan Shishido decide di lasciare il ristorante in mano alla figlia e assieme al suo vecchio amico e collega Susumu Endo parte per Ischia dove aprirà una trattoria. Anche Nozomi Katori andrà a lavorare in un altro ristorante e anche Ban, improvvisamente e non senza commozione, deciderà di andare in Italia come cuoco in un ristorante di piazza Navona a Roma. |                |         |

## Sigla
We Can Make It! degli Arashi.